# Воронцовская улица
Воронцо́вская у́лица — радиальная улица в Таганском районе Центрального административного округа города Москвы. Проходит от Таганской площади до площади Крестьянская застава. К улице примыкают: Переулок Маяковского, улица Гвоздева, Воронцовский переулок, Лавров переулок, Динамовская улица.

## Происхождение названия
Название дано в XVIII веке по Новой Воронцовской слободе, образованной в конце XVII века. Сюда были переселены ремесленники — жители Воронцова Поля. Намного позже на Воронцовской возникла усадьба графов Воронцовых-Дашковых (№ 4).

## История
Воронцовская улица — часть возникшей ещё в XIII веке дороги от Кремля к Крутицкому подворью, Симонову монастырю (основан в 1370-е гг.) и Новоспасскому монастырю (перенесён из Кремля на нынешнее место в 1490). В 1639 сюда, за Земляной вал, переселилась часть тяглецов чёрной Воронцовской слободы Белого города; примерно в те же годы к югу от новой Воронцовской слободы, была основана слобода дворцовых каменщиков (см. улица Большие Каменщики).
В пожар 1812 года деревянная застройка Воронцовской слободы полностью выгорела. Вскоре улица отстроилась — в начале стояли дворянские усадьбы Воронцовых-Дашковых, далее — купеческие дворы (всего 23 каменных и 59 деревянных домов в 27 дворах). Постепенно большие участки делились, и к 1882 на улице уже было 66 дворов, из них 32 купеческих. Непосредственно за Спасской (ныне Крестьянской) заставой находилась свалка нечистот, а на Воронцовской — ассенизационный обоз. В 1880-е гг. свалка была заменена на современную по тем временам канализационно-насосную станцию (ныне музей воды у Новоспасского моста). В конце XIX века на Воронцовской появилась промышленность — табачно-гильзовая, парфюмерная, аптечные фабрики, колбасный завод. К югу, на улице Малые Каменщики была построена Таганская тюрьма. В советское время на месте табачно-гильзовой фабрики был построен первый часовой завод (марка «Полёт»).
Трамвай на Воронцовской появился в 1908 и был ликвидирован в 1960-е гг.
В 1930 году на бывшей гильзовой фабрике началась реконструкция и строительство нового корпуса (Воронцовская, 35б, корпус 2) для «Первого Государственного часового завода», где со временем начали выпускать знаменитые часы под маркой «Полёт».

## Примечательные здания и сооружения
По нечётной стороне:
- № 1-3 — Жилой дом кооператива «Домостроитель» (1920-е, архитектор В. М. Маят)
- № 5 — жилой дом XIX века. К строению пристроено административное здание МТС (2001—2002, архитектор П. Ю. Андреев)
- № 5/2 — Центральный офис ОАО Мобильные ТелеСистемы
- № 7 — городская усадьба М. Ф. Котова — Т. Г. Фомина, XVIII—XIX века[2]
- № 9 стр. 1 — жилой дом XVIII—XIX века[2]
- № 11, 13, 15, 17, 19 стр. 2 — жилые дома XVIII—XIX века
- № 15/10, стр. 1 — Жилой дом (конец XVIII—первая половина XIX вв., 1914 г.; ограда, второй пол. XIX в.). Здание занимало 7-е Рогожское городское училище[2], ныне — Детская музыкальная школа имени Ипполитова-Иванова
- № 17 — Доходный дом Фряновской мануфактуры (1910, архитектор Т. Я. Бардт)[3]
- № 19 — последний сохранившийся одноэтажный жилой дом на красной линии улицы
- № 19А стр. 1, 2 — бывшая Фряновская шерстопрядильная мануфактура Г. В. и М. В. Залогиных, ансамбль городской усадьбы XVIII века, реконструированной во второй половине XIX века под фабричное владение[4]:
- № 19А стр. 1 — фабричный корпус (1840-е годы; 1901, архитектор Н. И. Якунин);
- № 19А стр. 2 — главный дом, бывшая контора фабрики (вторая половина XVIII века — XIX век)
- № 23 — Доходный дом И. И. Грязнова (1890, архитектор Н. Д. Струков)[1]. В этом доме в 1881—1883 годах жил художник Виктор Михайлович Васнецов[5].
- № 25 стр. 1 — построен в 2003 году на месте стоявшего здесь в 1930-х годах жилого дома. 24 сентября 2017 года на фасаде дома была установлена мемориальная табличка «Последний адрес» Веры Оскаровны Китаевой, расстрелянной сотрудниками НКВД СССР 9 мая 1938 года. Согласно базам данных правозащитного общества «Мемориал», по меньшей мере шесть жильцов этого дома стали жертвами сталинских репрессий[6].
- № 35 — Контора и склад табачной фабрики А. И. Катыка «Катык» («Красная звезда») (1902, архитектор О. В. Дессин)
- № 49/28 — Универмаг Мосторга № 100 им. 10-летия Октября («Ждановский», «Пролетарский», «Сотый»), построен в 1928 году по проекту архитекторов А. В. Юганова и Паперного[7].

По чётной стороне:
- № 2/10 — жилой дом с лавками (1-я четверть XIX в)[2]
- № 4, 6 стр. 1 — городская усадьба Воронцовых-Дашковых, XVIII—XIX века. Авторство Карла Бланка, утверждавшееся в «Истории русского искусства», не подтверждается современными краеведами
- № 6 стр. 2 — здание Городского училища (1912, архитектор Н. Д. Струков)
- № 8/4 — Офис ОАО Мобильные ТелеСистемы
- № 10 (новый адрес — Улица Большие Каменщики, дом 9, стр. А) — Промышленное здание стиля модерн акционерного общества К. Эрманс и К. (предложено к постановке под государственную охрану). Построено в 1910 году по проекту архитектора В. И. Ерамишанцева[8]
- № 30 (новый адрес Воронцовский пер. 2) — В 1851 в в дом кавалерственной дамы Екатерины Владимировны Новосильцевой  переезжает Никольская община сестер милосердия[9]. Здесь находится богадельня, лечебница, детский приют и домовая церковь[10]. В настоящее время здание сильно перестроено.  До этого, на месте дома №30 стоял дом художника Федора Степановича Рокотова. Он приобрёл его в декабре 1806 года, но уже в январе 1809 года[5] скончался. Был похоронен рядом, на кладбище Новоспасского монастыря. Могила не сохранилась
- № 30А — Детская музыкально-хоровая школа имени И.И Радченко.
- № 36 — на этом месте до войны был дом, в котором жил писатель Борис Егоров, в нём же он поселил героя своей повести «Песня о теплом ветре» Александра Крылова.
- № 52 — Ранее на этом месте находился дом А. С. Александрова (1895, архитектор И. А. Иванов-Шиц; перестроен в 1902 году архитектором А. О. Гунстом)

## Транспорт
- По улице следует автобус № 766